# The Wrath of God
 The Wrath of God és una pel·lícula estatunidenca dirigida per Ralph Nelson, estrenada el 1972.

## Argument
El pare Olivier Van Horn es troba embolicat en una acció de l'exèrcit militar mexicà. Les seves qualitats una mica especials d'home d'església li seran d'un gran ajut al costat d'un jove revolucionari irlandès i d'un vell venedor d'armes britànic.

## Repartiment
- Robert Mitchum: Pare Oliver Van Horne
- Frank Langella: Thomas De La Plata
- Rita Hayworth: Señora De La Plata
- John Colicos: Coronel Santilla
- Victor Buono: Jennings
- Ken Hutchison: Emmet
- Paula Pritchett: Chela
- Gregory Sierra: Jurado
- Frank Ramírez: Moreno
- Enrique Lucero: Nacho
- Jorge Russek: Cordona
- Chano Urueta: Antonio
- Aurora Clavel: Señora Moreno
- Victor Eberg: Delgado
- Pancho Córdova: Tacho
- Guillermo Hernández: Díaz
- Ralph Nelson: Presoner executat (no surt als crèdits)